# Gare de Sart-Moulin
La gare de Sart-Moulin est une halte ferroviaire belge désaffectée de la ligne 115, de Braine-l’Alleud à Rognon, via Tubize située à Sart-Moulin, dans la commune de Braine-l’Alleud, en province du Brabant wallon en Région wallonne.

## Situation ferroviaire
La gare de Sart-Moulin était établie au point kilométrique (PK) 2,0 de la ligne 115, de Braine-l’Alleud à Rebecq-Rognon, via Tubize, entre la les gares de Braine-l’Alleud et Noucelles. La ligne 115 est fermée et démontée depuis les années 1980 à l'exception des sections en impasse Tubize - Clabecq et Tubize - Quenast, réservées aux marchandises.

## Histoire
L'État belge concède en 1870 à la Compagnie des Bassins Houillers du Hainaut de Simon Philippart une série de lignes ferroviaires à construire à forfait pour les Chemins de fer de l'État belge parmi lesquelles figurent la section de Rebecq-Rognon à Tubize de la future ligne 115 ainsi qu'une ligne en impasse d’Écaussinnes à Ronquières. Ce plan est par la suite modifié en prolongeant les deux lignes vers Clabecq d'où partirait une ligne aboutissant à Braine-l'Alleud, ville située sur la nouvelle ligne directe de Bruxelles à Luttre, via Nivelles. 
La section de Braine-l'Alleud à Clabecq entre en service le 15 septembre 1885 ; le reste de la ligne 115 ayant été inauguré auparavant. À ce moment, il n'y existe que les gares de Braine-le-Château et Wauthier-Braine. Entre 1887 et 1890, arrêts supplémentaires (Nidérand, Noucelles et Sart-Moulin) s'ajoutent.
Le point d'arrêt de Sart-Moulin, alors administré depuis la gare de Braine-l’Alleud, est mis en service le 3 janvier 1889. Il reçoit un bâtiment des recettes en 1895 et devient une halte à part entière en 1899 et le premier bâtiment servant à l'accueil des voyageurs et à la vente des billets est agrandi au début du XXe siècle. Il se situe à proximité immédiate de la maison de garde-barrière du passage à niveau ; celle-ci a été démolie en 1976 et remplacée par un jardin.  

### Déclin et fermeture
Le 22 novembre 1959, la SNCB supprime les trains de voyageurs sur la ligne 115 et, à partir de 1961, plus aucun train ne roule entre Braine-l'Alleud et Sart-Moulin (un parcours spécial de l'association GTF emprunta néanmoins sans problème les rails du viaduc de Braine-l'Alleud en 1979). La desserte de la section Clabecq - Sart-Moulin : des trains de sable et à la desserte des industries locales, se réduit d'année en année et prend fin en 1981.
La section est formellement déclassée le 24 août 1982 et les rails sont démantelés peu en 1988. Cette section de la ligne 115 est devenue un chemin RAVeL.

## Patrimoine ferroviaire
Le bâtiment des recettes, revendu à un particulier en 1990 après avoir été habité par la veuve du dernier chef de gare, correspond au plan type 1893 des Chemins de fer de l'État belge.
Il a été construit en deux étapes. En 1895, il avait d'abord la forme d'une aile unique sans étage de quatre travées avec une porte transversale pour les colis et sans logement de fonction. Il est par la suite doté d'un corps de logis à étage de quatre travées pour accueillir le bureau et le logement du chef de gare et de sa famille ainsi que d'une aile de service abritant les dépendances (cuisine, buanderie, toilettes des voyageurs). L'aile d'origine gagne, elle, trois travées supplémentaires
La différence de matériaux de construction entre les deux parties du bâtiment, accentuées par un ravalement de façade récent, met en lumière la construction en deux étapes. L'aile la plus ancienne et son extension qui l'a portée à sept travées est réalisée en briques de teinte brun clair avec pour seul ornement un œil de bœuf au-dessus de la porte des marchandises ainsi que des dés de pierre dans l'encadrement des portes et fenêtres (absents sur les trois travées ajoutées par la suite. Le corps de logis et l'aile de service en "L" ont une teinte plus rouge et sont décorés de cinq bandeaux de briques jaunes et blanches (sept bandeaux sur les murs-pignons) ; aucun sur l'aile de service. Les murs de la partie à étage se terminent par une frise de briques à motifs de redents sur les faces transversales.
Le bâtiment de la gare de Noucelles appartient au même plan type et recourt aux mêmes matériaux et ornements. Les bâtiments de ce plan standardisé érigé dans tout le pays ont un aspect changeant).